# Antoni Sebastian Żurowski
Antoni Sebastian Żurowski z Żurawinek herbu Leliwa – podczaszy parnawski w 1764 roku, łowczy bracławski, sędzia kapturowy ziemi sanockiej w 1764 roku.